# Seznam azerbajdžanskih violinistov
Seznam azerbajdžanskih violinistov.

## A
- Salim Abbasov

## G
- Elvin Ganijev

## M
- Mustafa Mehmandarov

## R
- Sabina Rakčejeva
- Nazrin Rašidova

## S
- Džeyla Sejidova
- Dmitrij Sitkovecki